# 加東市グリーンヒル・スタジアム
加東市グリーンヒル・スタジアム（かとうしグリーンヒル・スタジアム）は、日本の兵庫県加東市高岡にある野球場。
加東市の体育施設であり、利用料金は1時間につき500円。利用時間は4月から9月が7:30-18:00 、10月から3月が8:30-17:00である。
主に軟式野球やソフトボールの大会で利用され、普段の私的な利用はほとんどない。